# Gebäude der ehemaligen Arbeiter-und-Bauern-Fakultät Dresden

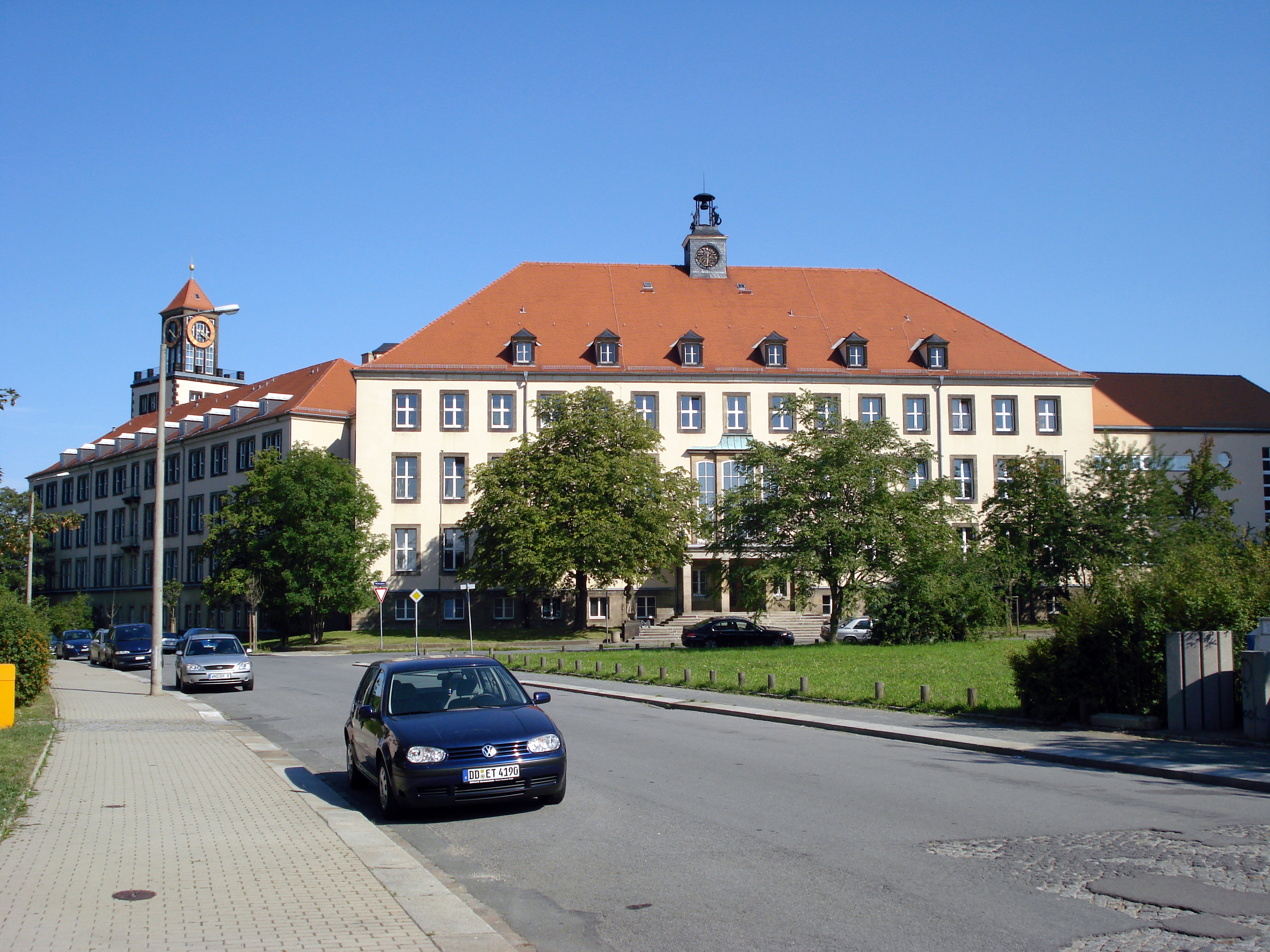
Die ehemalige ABF Dresden

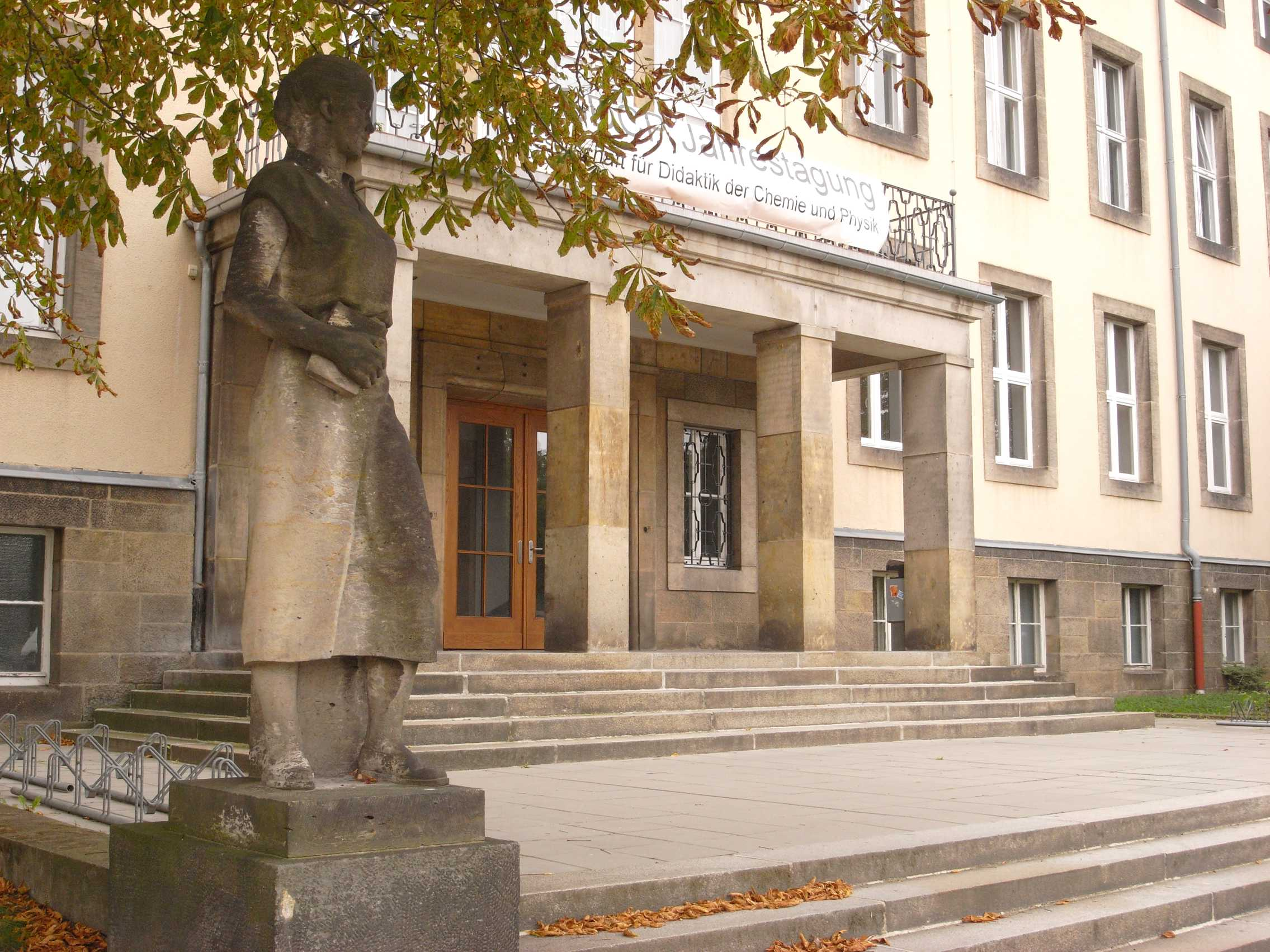
Haupteingang mit Plastik von Gerhard Markwald

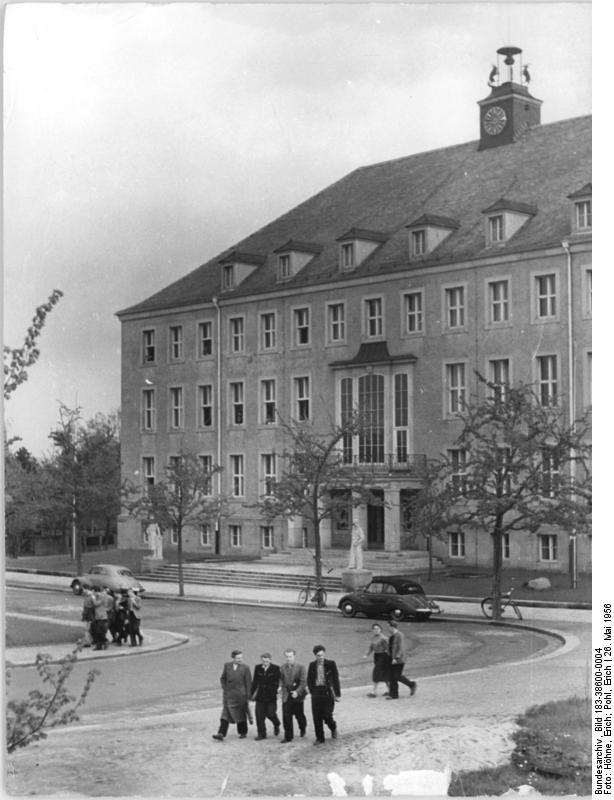
Gebäude am Weberplatz mit Eingangsportal und Glockenstuhl

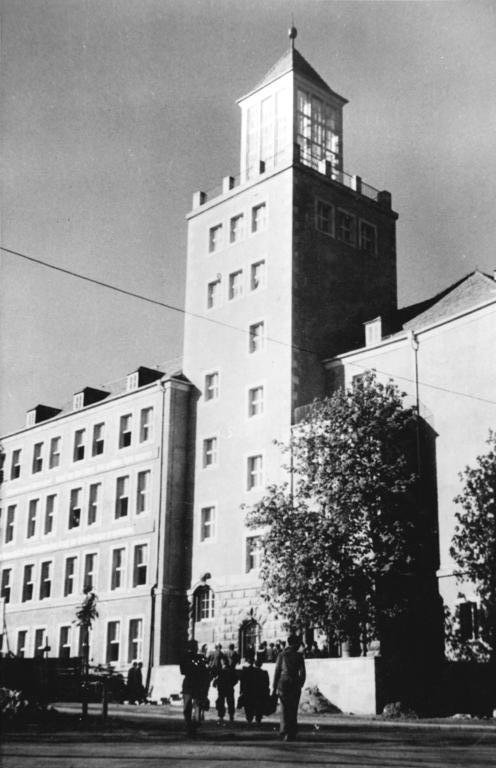
Turm an der Teplitzer Straße

Mit Gebäude der ehemaligen Arbeiter-und-Bauern-Fakultät (ABF) der Technischen Hochschule Dresden (kurz, aber nicht ganz exakt, auch Ehemalige ABF Dresden) wird ein Gebäudekomplex im Stil des sozialistischen Klassizismus mit dem Haupteingang am Weberplatz 5 in Dresden-Strehlen bezeichnet. Es entstand aus den Ruinen des ehemaligen Lehrerseminars (1906–1910, 1945 zerstört). Die „barockisierend-klassizistische Eingangsbetonung“ ist eines der neueren Beispiele für die „großartige Portalarchitektur Dresdens“. Bemerkenswert sind auch die Wandgemälde von Wilhelm Lachnit. Es wurde in „Sandstein-Putzarchitektur“ errichtet und ist mit Plastiken von Wilhelm Landgraf und Gerhard Markwald geschmückt worden.

## Nutzungsgeschichte
Von 1949 bis 1961 gab es an der Technischen Hochschule Dresden eine Arbeiter-und-Bauern-Fakultät. Diese sollte die Kinder von Arbeitern und Bauern auf ein wissenschaftliches Studium vorbereiten. Bei Gründung der Arbeiter-und-Bauern-Fakultät 1949 waren die Gebäude am Weberplatz noch zerstört. Die ABF war in einem ehemaligen Schulgebäude in der Cottbuser Straße in Trachau untergebracht, das gleichzeitig als Lehr- und Internatsgebäude (Achtmannzimmer) diente. 1951 erfolgte der Umzug in den teilweise wieder aufgebauten Komplex Teplitzer Straße/Weberplatz sowie in die ersten beiden neuen Internate an der Ecke Zellescher Weg/Teplitzer Straße. 
Danach nutzten die Kulturwissenschaften der TU Dresden das Gebäude am Weberplatz. Heute ist das Gebäude am Weberplatz 5 Hauptsitz der Fakultät Erziehungswissenschaften der TU Dresden.

## Gebäudebeschreibung
1950 bis 1964 entstanden aus den Ruinen des früheren Lehrerseminars von 1906–1910 (Gebäude am Weberplatz sowie südlich der Reichenbachstraße und westlich der Teplitzer Straße) und 1929/30, nach Plänen von Heinrich Rettig die Gebäude der Arbeiter-und-Bauern-Fakultät (ABF). 
Es handelt sich um einen Gebäudekomplex verschiedener Bauten:
Das dreigeschossige Gebäude am Weberplatz erhebt sich über ein hohes Sockelgeschoss und hat seinen oberen Abschluss mit einem hohen Walmdach. Auf dem Walmdach befindet sich ein Dachreiter zur Belüftung des Gebäudes. Oberhalb der mit einem kreisrunden Ziergitter versehenen Luftaustrittsöffnung ist ein Glockenstuhl mit zwei Glocken angebracht. Um den Glockenstuhl sind vier Tierfiguren gruppiert: Ein Krokodil, ein Wolf, ein Ziegenbock und ein Fisch. Die Fassade hat eine Frontlänge von fünfzehn Fensterachsen, wobei die Mitte eine „barockisierend-klassizistische Eingangsbetonung“ aufweist. Eine weitläufige Treppe, die von zwei Statuen flankiert wird, führt zum Eingang. Vor diesem befinden sich vier Säulen, die einen Architrav tragen. Auf dem Architrav befindet sich ein Gesims mit Altan, der ein schmiedeeisernes Gitter als Brüstung hat. Zu diesem Altan führt ein hohes und sehr breites Fenster, das links und rechts von je einem hohen, schmalen Fenster flankiert wird. Sandstein-Schmuck umrahmt die Fenster.
Das Gebäude an der Teplitzer Straße hat wie ehemals das Lehrerseminar einen großen Turm erhalten. 
Die im großen Saal des Hauptgebäudes (ehemalige Aula des Lehrerseminars, später Lesesaal der ABF) befindlichen drei Supraporten aus dem Jahre 1955 stammen von Wilhelm Lachnit.